# Gilchrist Maclagan
Gilchrist Stanley Maclagan (født 5. oktober 1879, død 25. april 1915) var en britisk roer, som deltog i OL 1908 i London.

## Rokarriere
Maclagan var uddannet fra Eton College og gik siden på Magdalen College på Oxford. Her var han en af universitetets bedste styrmænd i otteren og var med i flere udgaver af Oxford vs. Cambridge Boat Race. Han var desuden styrmand i Leander Clubs otter, der opnåede seks sejre i Henley-regattaen i perioden 1899-1905. Han stillede sammen med andre Oxford- og Cambridge-roere op for Leander Club til OL 1908.
Leander Club-bådens besætning bestod derudover af roerne Frederick Kelly, Albert Gladstone, Henry Bucknall, Banner Johnstone, Charles Burnell, Ronald Sanderson, Raymond Etherington-Smith og Guy Nickalls foruden fem reserver, der ikke kom i kamp. Syv både var tilmeldt, men italienerne stillede ikke op. To af bådene, den belgiske fra Royal Club Nautique de Gand og en ren Cambridge-båd fra Storbritannien, var seedet og gik direkte i semifinalen, mens Leander Club-båden og en canadisk båd, Toronto Argonauts, sikrede sig pladser i semifinalen med sejr i to indledende heats. I semifinalen vandt Leander over Toronto, mens Gand besejrede Cambridge, og de to vindere mødte derpå hinanden i finalen. Her lagde Leander sig i spidsen, men efter 2/3 af distancen bragte Gand sig på linje med Leander. Anstrengelserne med at indhente konkurrenten havde dog kostet så mange kræfter, at belgierne måtte slippe igen, så Leander Club kunne sikre sig guldet med to længders forspring. Nickall er med guldet den ældste olympiske mester i roning i historien.

## Øvrige liv
Maclagan var børsmægler i sit civile liv fra 1904. Ved udbruddet af første verdenskrig blev han en del af Royal Warwickshire Regiment og snart sendt til skyttegravene i Belgien. Her omkom han under andet slag ved Ypres i 1915.